# ميس فراولي
ميس فراولي (الاسم العلمي:Celtis fragifera) هو نوع من النباتات يتبع جنس الميس من الفصيلة القنبية.